# Football Club Versailles 78
Maillots
Actualités
Dernière mise à jour : 2 novembre 2024.
Le Football Club Versailles 78, couramment appelé FC Versailles, est un club de football français basé à Versailles issu de la fusion en 1989 du Racing Club de Versailles et des Compagnons Sportifs Versaillais, respectivement fondés en 1960 et en 1958.
Les origines du club remontent à 1941 lorsque l'Entente Sportive Versaillaise, club omnisports, est fondée à la suite de la fusion de quatre clubs affiliés à la FGSPF. En 1960, la section football de l'ES Versailles fusionne avec une autre équipe de football pour devenir le Racing Club de Versailles. De grands espoirs sont alors placés dans ce nouveau club qui s'installe au stade Montbauron. Longtemps resté dans les divisions régionales, le RC Versailles parvient à atteindre la troisième division en 1986. À l'issue de la saison 1988-1989, le club adopte son nom actuel.
La première année sous son nouveau nom s'avère être fatale puisque les Versaillais descendent en Division 4 à la fin de la saison. Le FC Versailles est alors sur la pente descendante et finit par être relégué en huitième division avec de lourdes dettes financières. Repris par Daniel Voisin en 2004, le club sort de cette crise et retrouve les championnats nationaux en 2017. Quatre années plus tard, de nouveaux investisseurs arrivent au club, ce qui permet au FCV d'entrer dans une nouvelle ère et de connaître une saison 2021-2022 historique en atteignant les demi-finales de la Coupe de France et en montant en National.
Le FC Versailles constitue un club majeur des Yvelines et d'Île-de-France, et fait partie des principaux clubs de la région parisienne. Le FC Versailles évolue en National depuis la saison 2022-2023.

## Histoire

### Genèse du club (avant 1941)
À Versailles, de nombreux clubs omnisports pratiquant le football sont créés dans la première moitié du XXe siècle. Parmi ces clubs, on trouve l'Espérance de Versailles, fondée en 1907, qui est l'un des premiers clubs à s'affilier à l'Union régionale de Seine-et-Oise de la Fédération gymnastique et sportive des patronages de France (FGSPF). L'Espérance prend place dans le Championnat de Seine-et-Oise FGSPF duquel elle se qualifie occasionnellement pour la Coupe de France FGSPF, qui réunie les vainqueurs de chaque championnat régional. En 1917, après avoir battu les Jeunes de Chaumont et l'AS Orléans, le club atteint les demi-finales de cette coupe et s'incline face à la Bousbotte à Besançon,.
L'Escouade Versaillaise est un autre club omnisports fondé en 1911 et affilié à la FGSPF, à la FFFA et à la FFA. Mais c'est seulement après la Première Guerre mondiale que, sous l'impulsion d'un comité actif, l'Escouade commence peu à peu à se développer. L'association propose de nombreux sports comme le football, le basket-ball, l'athlétisme, le tennis, la gymnastique ou encore le cross-country. Dès 1924, le club versaillais décide d'aménager un stade dans la ville du Chesnay. Ainsi, 200 000 francs sont affectés à la réalisation du stade Michaux. L'équipe première de football, arborant des maillots bleu marine et blanc, y joue l'intégralité de ses rencontres. Longtemps, ses activités se sont limitées aux championnats des patronages. Ce n’est qu’en 1935 que le club s’inscrit pour la première fois aux championnats de la LPFA, disposant alors d’un terrain homologué permettant de générer des recettes.
La Ludovicienne et le Sporting de Versailles-Porchefontaine, deux autres clubs affiliés à la FGSPF, voient le jour respectivement en 1917 et en 1936. Mais c'est bien l'Escouade Versaillaise qui apparaît comme le principal club versaillais dans les années 1930, remportant par ailleurs le challenge du meilleur club de France de 1937, décerné par le journal L'Auto.
Le championnat de Paris 1939-1940 ayant été annulé en raison de la Seconde Guerre mondiale, un Critérium de Paris est organisé en remplacement. L'Espérance et l'Escouade se retrouvent dans le groupe F. De son côté, le Sporting, qui dispute le championnat des patronages jusqu’à sa mise en sommeil en août 1939, ne reprend ses activités qu’en février 1941.

### Entente Sportive Versaillaise (1941-1960)
En pleine Seconde Guerre mondiale, Jean Borotra, commissaire général à l’Éducation physique et aux Sports sous le régime de Vichy, manifeste le désir de voir les différentes sociétés d'une même localité fusionner. Les sociétés versaillaises vont alors réaliser ces fusions, qui ont pour but de réduire le nombre de clubs et de rendre ceux-ci plus forts. Au début de l'année 1941, la municipalité versaillaise passe à l'action en créant l’Association Sportive Municipale Versaillaise qui groupe cinq clubs: l’Association Sportive Versaillaise, le Racing Club Versaillais, la Société Versaillaise d'Encouragement à la Natation, le Cyclo Club Versaillais et la Société de Boxe Versaillaise. L'Espérance de Versailles et l'Escouade Versaillaise déclarent alors vouloir conserver leur autonomie et se tenir en dehors du nouveau groupement. Face à la pression de la municipalité et pour suivre les directives des autorités supérieures, M. Louis, conseiller municipal de Versailles chargé de la direction des sports, réussit à faire fusionner l'Espérance, l'Escouade, la Ludovicienne et le Sporting de Versailles-Porchefontaine. Ainsi, toujours en 1941, le deuxième nouveau club versaillais groupant ces quatre clubs de la FGSPF est créé sous le nom d’Entente Sportive Versaillaise,. Cette nouvelle association est patronnée par de nombreuses personnalités comme l'ancienne reine du Portugal Amélie d'Orléans ou le préfet de Seine-et-Oise Marc Chevalier. L'Entente, club omnisports, adopte les couleurs bleue et blanche, et hérite des installations sportives des anciens clubs avec notamment la récupération du stade Michaux au Chesnay.
L'ES Versailles se structure très rapidement et possède, dès la saison 1941-1942, douze équipes de football. L'équipe première, qui est essentiellement constituée d'anciens joueurs versaillais de l'Escouade et de l'Espérance, prend place dans la première division de la Ligue de Paris et décide de participer à la Coupe de France dès sa première saison. Elle dispute son premier match de coupe le 21 septembre 1941 contre l'Espérance Drouaise et s'impose trois buts à un. Auteurs d'un beau parcours, les Versaillais se qualifient ensuite pour les 16es de finale de la Coupe de France (zone occupée) en éliminant successivement l'AS Poissy, le CA XIVe et le CA Vitry. Le 14 décembre 1941, l'équipe versaillaise succombe finalement au Red Star, futur vainqueur de la coupe, dans son stade Michaux.

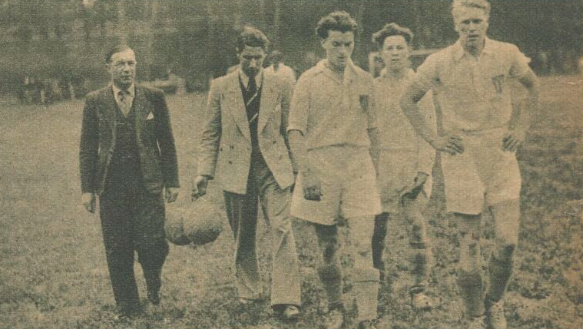
L'ES Versailles lors de la finale de la Coupe de France UGSPF en 1944.

Décidée à promouvoir le football à Versailles, l'Entente invite des équipes de renommée à Versailles pour confronter l'équipe première à celles-ci. L'inauguration du parc des sports de Montbauron le 21 novembre 1943 permet l'organisation de ces rencontres. Lors de la saison 1943-1944, le club remporte son premier trophée national dans ce stade avec la victoire en finale de la Coupe de France UGSPF. Entraînée par l'international français Maurice Dupuis, l'Entente Sportive Versaillaise, qui possède dans son effectif le jeune Armand Penverne, élimine notamment l'Étoile Moulinoise (2-3) en quart de finale et l'Espérance de Saint-Lô (4-1, après prolongation) en demi-finale avant de vaincre la JA Saumur (4-1) en finale à domicile,.
La saison suivante, en 1944-1945, l'ESV, dont s'occupe désormais Pierre Favier, atteint les 32es de finale de la Coupe de France où elle est éliminée par l'AS Trouville-Deauville sur le score de 3-0. Le club est promu à la fin de la saison en Promotion d'Honneur, le deuxième niveau du football parisien après la DH.
Pour la saison 1947-1948, l'ES Versailles, sérieux prétendant à la montée en DH depuis deux ans, décide de nommer Roger Calmels comme joueur-entraîneur de l'équipe fanion. Il fait ses débuts contre l'équipe amateur du Stade français le 31 août 1947. Son équipe parvient par la suite en 16e de finale de la Coupe de France en dominant lors des 32es de finale le Gallia-Club Angoulême 7 buts à 2. Lors de cette rencontre, Jean Fourny marque les sept buts versaillais et réalise ainsi un des plus grands exploits personnels de la Coupe de France,. Le 1er février 1948, les Versaillais affrontent le FC Gueugnon, champion de France en titre du CFA, à Orléans pour tenter de se qualifier en 8e de finale. Devant 3 000 spectateurs, Azéma ouvre le score pour Versailles à la 1re minute mais Gueugnon égalise à la 72e minute puis remporte le match en prolongation 4 buts à 1.
Malgré les bonnes performances en coupes nationales, le club peine à concrétiser en championnat de Promotion d'Honneur. Souvent engagés dans la lutte pour la montée en Division d'Honneur, les Versaillais échouent constamment en fin de saison à décrocher la première place, seule synonyme de promotion. Il faut attendre la saison 1950-1951 pour que les hommes d'Espanet parviennent à terminer premiers de la poule B de Promotion d'Honneur. L'équipe est même sacrée championne en remportant la phase finale opposant les vainqueurs de chaque poule,. Cependant, le passage en Division d'Honneur (D4) est de courte durée et l'ESV est reléguée dès sa première saison à ce niveau. Par la suite, l'ES Versailles reste dans un relatif anonymat en disputant le championnat de Promotion d'Honneur (D5), puis la première division de Paris (D6) à partir de 1958.

### Racing Club de Versailles (1960-1989)

#### Projet raté d'un grand club (1960-1984)

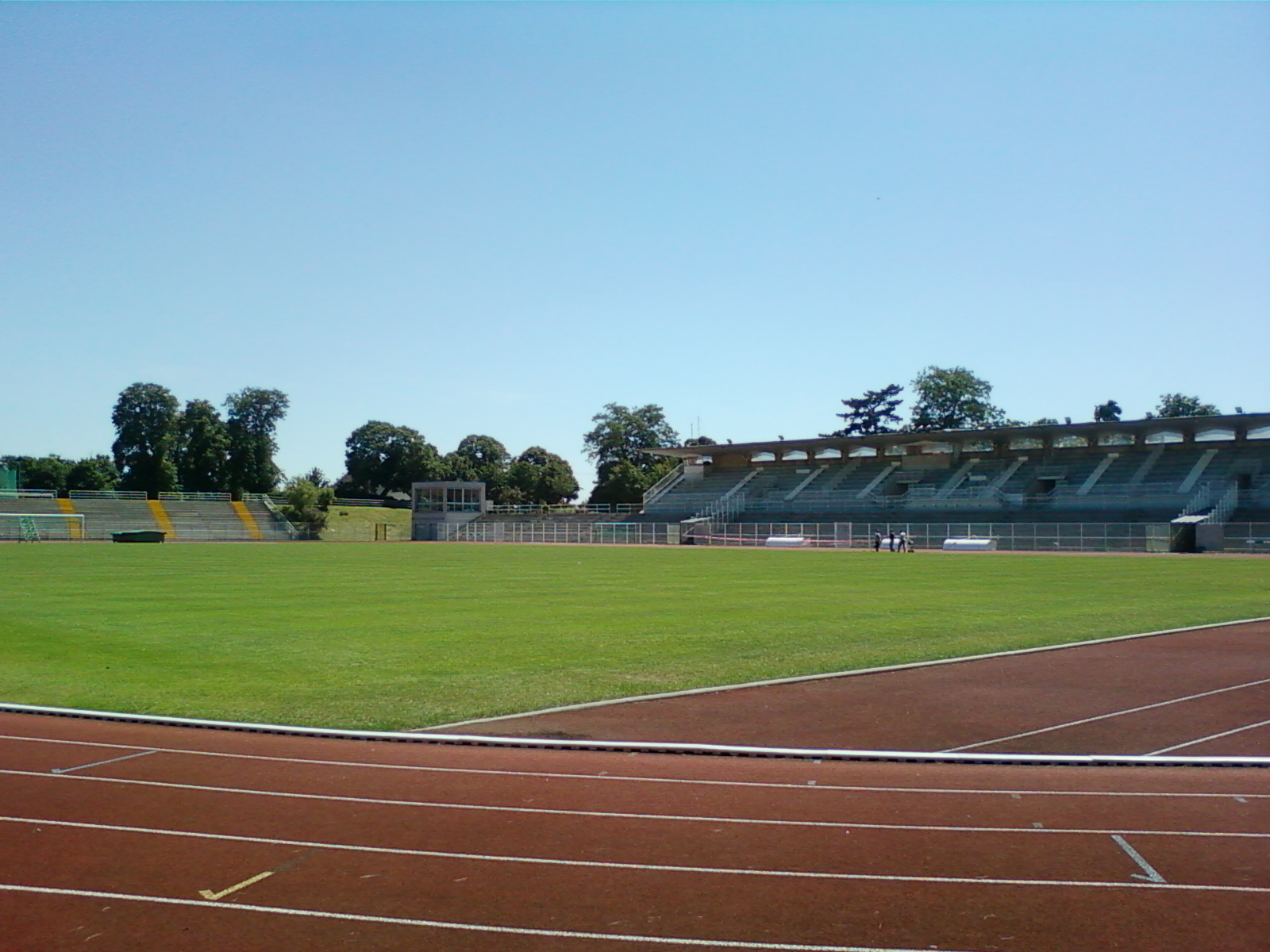
Le stade Montbauron, destiné à accueillir un futur grand club versaillais.

À la fin des années 1950, un grand projet sportif de la municipalité versaillaise dirigée par le maire André Mignot voit le jour. Sous l'impulsion de Jacques Meissonnier, adjoint au maire chargé des sports, la municipalité décide de faire fleurir le sport dans la cité royale et plus particulièrement le football. Pour cela, il est décidé de construire un grand stade moderne de 20 000 places aux normes des championnats professionnels dans le parc des sports de Montbauron. Toutefois, la ville de Versailles ne compte alors aucune équipe de football d'envergure capable de remplir les nouvelles tribunes du stade Montbauron, ce qui a le don d'agacer Jacques Meissonnier. À l'époque, l'ES Versailles n'évolue qu'en première division de la Ligue de Paris (D6), tout comme le SOV-FAC, qui vient d'être promu à ce niveau pour la saison 1960-1961. Afin de pallier ce problème, l'adjoint au maire négocie la fusion des sections football de l'ES Versailles et du SOV-FAC, club déjà issu de la fusion en août 1958 du Stade Olympique Versaillais et du Football Athlétique Club Versaillais. La fondation du nouveau club est actée le 23 mai 1960 sous le nom provisoire d'ESV-SO-FAC de Versailles. En 1961, le club devient le Racing Club de Versailles avec le parrainage officiel du Racing Club de Paris.
Le conseil municipal, par sa subvention importante, veut que le RC Versailles devienne le nouveau club phare de la ville et qu'il atteigne au moins le championnat de France amateurs (D3). Jacques Meissonnier, dont les attentes sont élevées, déclare vouloir voir l'équipe monter en CFA dans un délai de quatre ans : « Sans me dissimuler la difficulté de l'entreprise, j'escompte que dans quatre ans Versailles accédera au championnat de France amateurs. Et après, qui sait si nous ne pourrons faire mieux... ».
Après avoir joué au stade Michaux du Chesnay, le club versaillais s'installe dans ce qui deviendra son antre, le stade Montbauron, inauguré le 1er mai 1961. En présence du président de la FFFA Pierre Pochonet et du président de la LFP Antoine Chiarisoli, le stade est inauguré devant près de 20 000 spectateurs à l'occasion d'un match du RC Versailles contre une sélection parisienne, et d'une rencontre amicale entre le Stade de Reims et le RC Paris (victoire 2-1 de Reims). Toujours dans le but de promouvoir le football, la municipalité se presse d'accueillir divers matchs pour faire de Versailles un centre permanent de grandes compétitions sportives. Le 22 mai 1961, le Racing Club de Versailles dispute un match de prestige contre l'équipe professionnelle du Havre AC.
La première saison se termine victorieusement avec une montée à l'échelon supérieur sans avoir perdu un seul match. Les deux saisons suivantes sont correctes mais la saison 1963-1964, avec l'arrivée du joueur-entraîneur Henri Burlotte, est concrétisée par une montée en DHR (D5) en étant invaincu. Le jeune club continue sur cette dynamique et termine à une honorable 2e place en 1964-1965, tout en disputant un 6e tour de Coupe de France face au Stade de Reims devant 6 000 spectateurs au stade Montbauron. Le Racing est finalement promu en Division d'Honneur (D4) en 1966.
Entre-temps, le RCV devient un club omnisports avec l'incorporation de l'athlétisme, du handball, du volley-ball ou encore du basket-ball. Dans la foulée, le rugby, le judo, le ski, l'aïkido et pleins d'autres sections intègrent le Racing Club de Versailles. Le colonel Poggi est désigné président général en 1964. L'association prend son véritable essor et le RC Versailles omnisports prend une place importante dans le sport versaillais.
Cependant, les objectifs fixés à la création du RCV ne sont pas atteints. Après avoir atteint la DH en 1966, le Racing alterne les saisons entre les quatrième et cinquième divisions nationales sans s'installer durablement au quatrième échelon français. À partir de 1976, le club connaît une « traversée du désert » qui verra le RC Versailles stagner en cinquième division pendant neuf ans. Cette période marque aussi la crise qui secoue de façon latente ce club omnisports. Le changement de municipalité en 1977 rend la position du Racing Club de Versailles, fondé par la municipalité sortante sous la direction du maire André Mignot, nettement moins confortable. Jusqu'alors, le club avait une position privilégiée et cela se traduisait par une subvention importante. Avec l'arrivée du nouveau maire, André Damien, ce privilège est remis en cause, en particulier au niveau de la section football, la ville ne souhaitant même plus participer à la rémunération des joueurs. Cette crise amène à la proposition, deux ans plus tard, de Philippe-Georges Capelle, successeur du président Jacques Agnely, de dissoudre le RC Versailles. André Damien renonce cependant à la dissolution, prenant l'engagement de soutenir le club.
En 1981, Philippe-Georges Capelle démissionne de son poste de président, une place qu’il occupait depuis juin 1977, à la suite des désaccords avec la politique sportive de la ville vis-à-vis du Racing. Après la démission de Philippe-Georges Capelle, une assemblée générale convoquée pour le 1er décembre 1981 décide une réforme complète des statuts du club omnisports, ce qui permet au Racing de repartir sur des bases plus saines et de connaître son heure de gloire dans les années 1980.

#### Ascension rapide (1984-1989)
Lors de la saison 1984-1985, les Versaillais remportent le championnat de Division d'Honneur de la Ligue de Paris Île-de-France de football (D5) et accèdent ainsi en Division 4. Dès sa première saison à ce niveau, le club termine premier de son groupe et se hisse même en finale de la phase finale en battant l'Olympique Saint-Quentin (3-1) et la réserve du RC Strasbourg (2-1, après prolongation). Il s'incline seulement en finale nationale deux buts à un face à l'ES La Rochelle, vainqueur du groupe G. Le RCV est donc promu pour la première fois de son histoire en Division 3 et connaît ainsi une deuxième accession en deux ans.
La saison 1986-1987 est une vraie réussite. Outre le maintien en D3, Versailles, dominant l'AC Cambrai (0-3) au 8e tour, se qualifie pour les 32es de finale de la Coupe de France et affronte l'Olympique de Marseille, pensionnaire de Division 1, au stade Léon-Bollée du Mans. Devant 6 618 spectateurs, l'équipe entraînée par Bernard Samoyeau s'incline face à l'OM avec les honneurs : défaite deux buts à un.
En 1988-1989, le Racing atteint une nouvelle fois les 32es de finale de la Coupe de France en éliminant difficilement l'AS Cherbourg au 8e tour (2-2, 4-3 aux tirs au but). Le RCV rencontre cette fois-ci l'USL Dunkerque, club de Division 2, et s'incline sur le score de 2-0. En D3, le club se situe dans le ventre mou et termine, comme les deux années précédentes, à la 9e place de son groupe.

### Chute du FC Versailles 78 (1989-2007)
En juin 1989, la section football du RC Versailles quitte le club omnisports et prend son indépendance. Elle fusionne avec les Compagnons Sportifs Versaillais, modeste club qui végète en deuxième division de la Ligue de Paris depuis 1984, et change de nom pour devenir le Football Club Versailles 78. Sauf que cette fusion ne profite absolument pas financièrement au club qui doit revoir son budget à la baisse. Le club de la cité royale envisage même un temps son retrait du championnat de Division 3. Versailles perd de ce fait des joueurs importants tels que Badoual, De Georgi ou Fofana. Jean-Louis Tharaud, entraîneur lors de la dernière saison du RC Versailles, continue à son poste. Pour sa première saison sous son nouveau nom, le FC Versailles 78 termine 14e de la D3-Nord et est relégué en Division 4. La situation est telle que même un coup de pouce de la FFF n'est pas envisageable. En effet, en raison de nombreuses rétrogradations administratives, la Fédération décide exceptionnellement de repêcher les clubs classés à la 14e place des groupes de D3 à l'exception du club versaillais. L'US Saint-Omer, dernier du groupe Nord, est repêchée à sa place.
Les trois années suivantes voient les Versaillais stagner en Division 4, terminant à deux reprises à la 8e place et une fois à la 6e place. La restructuration des divisions amateurs en 1993 pousse le FCV en National 3 (D5), d'où il remonte immédiatement en National 2 (D4), avant de redescendre l'année suivante. Pour aider le club, qui connaît des difficultés financières notamment à cause de la baisse considérable des subventions municipales, les joueurs versaillais acceptent de réduire leur salaire et de voir leur maigre prime de match être versée qu'en cas de victoire. Après deux sauvetages en 1997 et en 1998, les Versaillais finissent par retrouver la Division d'Honneur (D6) en 1999. Le FC Versailles quitte ainsi les échelons nationaux qu'il fréquentait depuis quatorze ans. Cette descente dans les divisions régionales ne fait qu'accentuer les ennuis financiers. Des mesures drastiques sont alors prises par les dirigeants, provoquant le départ de nombreux joueurs. Avec un effectif rajeuni et remodelé,, le club entraîné par Thierry Bocquet parvient à se maintenir de 2000 à 2004, tout en effectuant des parcours honorables en Coupe de France (7e tour en 2002-2003, 8e tour en 2000-2001 et 2003-2004).
En décembre 2003, après l'élimination du FC Versailles au 8e tour de la Coupe de France, Gérard Ancel, président du club versaillais, démissionne de son poste. Entre la baisse constante des subventions municipales et les fermetures de terrain prises souvent avant des matchs importants pour les joueurs versaillais, Gérard Ancel ne supporte plus le peu de considération accordé par la mairie à son club et laisse la présidence du club à Alain Duigou, membre du comité directeur depuis 1993,. En mai 2004, lors d'une assemblée générale, Jean-Baptiste Marvaud, l'adjoint au maire chargé de la jeunesse et des sports, demande et obtient la démission de l'intégralité du bureau directeur du FCV après la divulgation des résultats de l'audit financier révélant un déficit de 255 000 euros,.
Un gouffre financier fait alors fuir une bonne partie des dirigeants et des licenciés, et menace de faire disparaître l'association. Le club n'a plus les moyens d'avoir des éducateurs, du matériel, et les joueurs de l'équipe sont sollicités ailleurs. Dans ce contexte de crise, Daniel Voisin est élu président d'un nouveau bureau composé essentiellement de dirigeants des équipes de jeunes, soutenus par la municipalité. Le but est de poser les bases d'une reconstruction avec les dirigeants et éducateurs volontaires.
Lors de cette saison 2003-2004 mouvementée, Versailles se sauve in extremis de la relégation lors de la dernière journée du championnat de DH, grâce à une victoire sur la réserve du Paris FC (0-2). La reconstruction du club prend du temps et Versailles ne dispose plus de budget pour l'équipe première. Jean-Baptiste Marvaud évoque, dans un premier temps, le souhait de retirer l'équipe de DH pour épurer la dette du club. La saison suivante, le FC Versailles engage tout de même son équipe en DH mais est relégué cette fois-ci sportivement en DSR. Thierry Bocquet, entraîneur depuis six ans, démissionne à cause des faibles moyens financiers et d'un manque d'ambition du FCV. En effet, le club entame la saison suivante avec pour seul objectif de stopper l'hémorragie au niveau de la descente. Lounès Hattab, successeur de Thierry Bocquet, parvient à faire maintenir son équipe en 2006 mais ne peut empêcher la chute de celle-ci en DHR, la huitième division, à la suite d'une saison 2006-2007 désastreuse (3 victoires en 22 matchs). Cet échec pousse Lounès Hattab à présenter sa démission à son tour, alors que le FC Versailles connaît son plus bas niveau depuis sa création.

### Reconstruction du club et remontée (2007-2021)
Malgré une énième descente, les finances du club commencent à s'assainir. Au titre de la contribution de solidarité, le transfert de Thierry Henry, joueur du FCV de 1992 à 1993, au FC Barcelone en juin 2007 permet notamment au FC Versailles de bénéficier de 60 000 euros du transfert,. De plus, la mairie efface une partie de la dette. Petit à petit, le club comble le déficit et la situation sportive est en parallèle meilleure. Sous les ordres de Hakli Dahmane, Versailles retrouve des couleurs en étant promu de DHR en DSR à l'issue de la saison 2008-2009.
Lors de la saison 2009-2010, le club, qui évolue donc en DSR, crée l'exploit d'éliminer le Dijon FCO, pensionnaire de Ligue 2, au 8e tour de la Coupe de France. Les Versaillais s'imposent un but à zéro au stade Montbauron, effaçant ainsi les cinq divisions d'écart,.
| Entraîneur :  |
| Hakli Dahmane |

| Entraîneur :     |
| Patrice Carteron |

| Entraîneur :  |
| Hakli Dahmane |

| Entraîneur :     |
| Patrice Carteron |

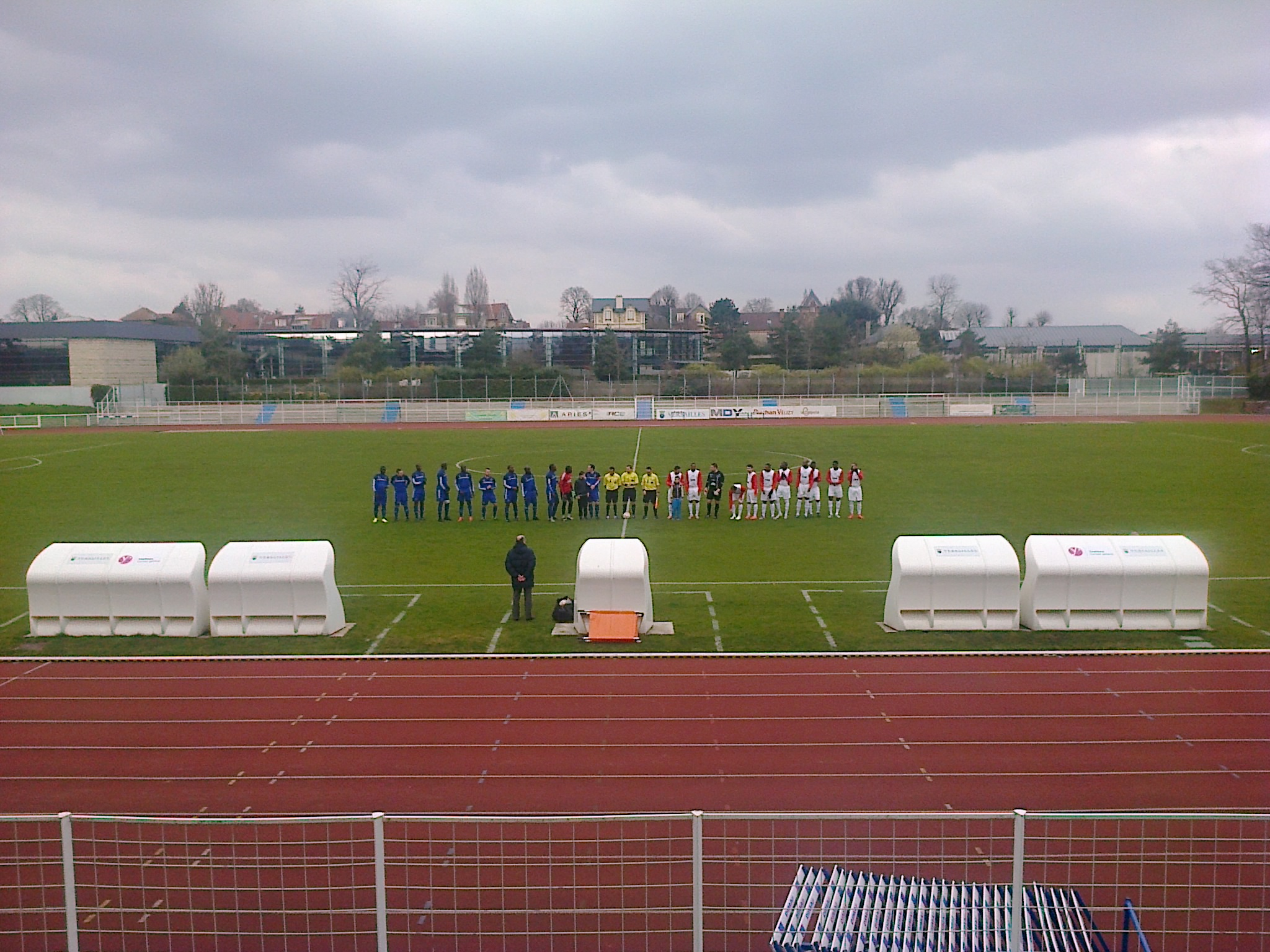
L'équipe (en bleu) lors du match FC Versailles 78 - US Créteil B en 2015 au stade Montbauron.

L'équipe ne parvient pas à rééditer cette performance en 32e de finale : Versailles s'incline à domicile trois buts à zéro face à l'AS Beauvais, pensionnaire de National. Ce parcours permet néanmoins au club de récolter 35 000 euros, le budget du FCV étant situé entre 280 000 et 300 000 euros à l'époque. Après ce parcours en Coupe de France, le FC Versailles termine premier de son groupe de DSR grâce à une victoire sur la réserve de l'AS Poissy 6-0 et est promu en Division d'Honneur, le plus haut niveau régional.

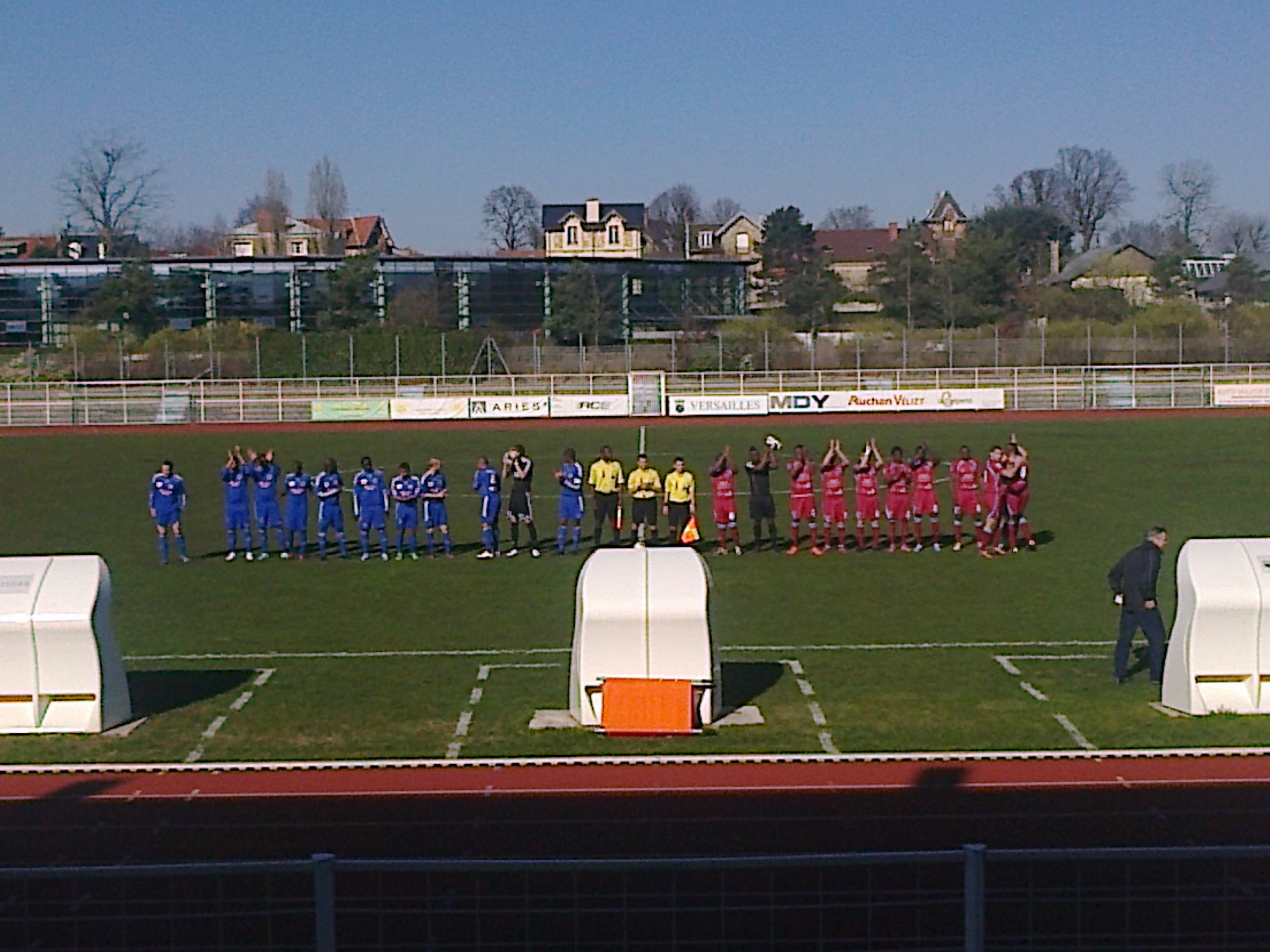
Versailles (en bleu) lors d'un match contre Les Mureaux (OFCM) en 2014 au stade Montbauron.

À la fin de l'exercice 2010-2011, le club termine 4e à huit points du leader, le FC Issy-les-Moulineaux.
La saison 2011-2012 est porteuse d'espoir. L'équipe réédite la performance de 2009 en effectuant un très bon parcours en Coupe de France. Elle élimine l'AS Poissy, le SO Romorantin et l'UJA Alfortville, trois clubs de CFA. Elle est donc qualifiée pour les 32es de finale et affronte une nouvelle fois Dijon à domicile, dans un stade Montbauron plein. Versailles s'incline en prenant cinq buts face aux professionnels de Ligue 1, mais non sans avoir sauvé l'honneur grâce à un penalty de Grégory Lefort à la 93e minute. Grâce à ce parcours, le club gagne 45 000 euros, en plus de 6 000 euros de recettes laissées par Dijon, alors que le budget de cette saison est de 350 000 euros.
Quelques mois plus tard, Hakli Dahmane, acteur de la remontée du club de DHR à DH, est démis de ses fonctions d'entraîneur à la suite d'une altercation avec certains de ses joueurs. Franck Bentolila le remplace pendant près d'un an, puis David Giguet prend le relais en 2013. Il reste à ce poste pendant une saison, puis laisse sa place à Youssef Chibhi en juin 2014.
Après une 4e place en 2015 et une 2e place en 2016, le FC Versailles 78 est champion de Division d'Honneur en 2017 et retrouve ainsi un championnat national pour la première fois depuis 1999. Il est promu en National 3 avec sept autres formations de son groupe en raison de la refonte des championnats nationaux amateurs.
Fraîchement promus, les Versaillais réalisent de bonnes performances en championnat et terminent à une honorable 4e place en 2017-2018, puis à une 2e place à l'issue de la saison 2018-2019. Forts de leur ascension, les joueurs de la cité royale réalisent également des performances notables en Coupe de France. Le FCV atteint ainsi le 8e tour de la coupe en décembre 2018 (éliminé par le RC Lens), puis les 32es de finale en janvier 2020 (éliminé par l'US Granville). Lors de la saison 2019-2020, le club est promu en National 2 huit journées avant la fin du championnat de National 3 à cause de la pandémie de Covid-19 qui contraint la fin des championnats. Le FC Versailles, en tant que leader de son groupe avec un quotient de points par match supérieur à ses concurrents, est donc choisi pour monter à l'échelon supérieur. Au terme de cette saison, les Versaillais terminent avec la meilleure attaque de leur groupe et la meilleure défense de National 3.
La saison 2020-2021 est de nouveau très perturbée par la pandémie de Covid-19, et le championnat de National 2 s'arrête définitivement après neuf journées, alors que le club est 10e.

### Nouvelle ère (2021-)
Avec 350 000 euros alloués à l'équipe première, Versailles a alors l'un des plus petits budgets de National 2. Daniel Voisin, président du club depuis 2004, décide donc de créer une SAS pour faire venir de nouveaux investisseurs et ainsi permettre au club de continuer à grandir. En avril 2021, Versailles annonce l'arrivée de nouveaux investisseurs du groupe Fiducim-City qui offrent au club versaillais un budget bien plus important. Dès le mercato estival de 2021, l’effectif est massivement renouvelé avec des joueurs d’expérience de National et de National 2. Mais la nouvelle tournure que prend le club ne plaît finalement pas à Daniel Voisin qui décide de quitter ses fonctions en novembre 2021, alors que le club est en tête de National 2. Il déclare être en désaccord avec la politique sportive des nouveaux actionnaires et de l'entraîneur Youssef Chibhi. Christophe Petit et Julien Ridon deviennent alors les deux présidents actionnaires tandis que Jean-Luc Arribart est désigné directeur général.
| \| Delaunay Traoré Akueson Durand Pham-Ba Diouf Diarrassouba Vieira Boigny-Alledji Djoco Michel \| Composition en demi-finale. |
| Delaunay Traoré Akueson Durand Pham-Ba Diouf Diarrassouba Vieira Boigny-Alledji Djoco Michel                                   |

Alors que le club joue la montée en championnat, Versailles réalise parallèlement un parcours historique en Coupe de France. Après avoir battu l'AS Poissy au 8e tour et l'US Sarre-Union en 32e de finale, le FC Versailles se qualifie pour la première fois de son histoire en 8e de finale en éliminant La Roche VF 4-0 au stade Montbauron. Les Versaillais héritent ensuite du Toulouse FC, qu'ils ne peuvent pas recevoir à Versailles à cause de la non-homologation du stade Montbauron pour ce tour. Le 29 janvier 2022, Versailles crée la surprise à Toulouse en battant le leader de Ligue 2 grâce à un but de Kapitbafan Djoco. Pour les quarts de finale, le club des Yvelines fait un nouveau déplacement, ayant tiré Bergerac, que Versailles sort par 5 à 4 aux tirs au but (1-1 à l'issue du temps réglementaire). En demi-finale, Versailles doit recevoir l'OGC Nice, club de Ligue 1, mais est une nouvelle fois contraint d'inverser le match et donc de jouer à l'Allianz Riviera, faute de stades disponibles à proximité. Devant 26 723 spectateurs, le FC Versailles s'incline finalement 2-0 à Nice et son parcours historique se termine donc aux portes du Stade de France.
Après l'élimination en Coupe de France, l'équipe se focalise entièrement sur le championnat et enchaîne des succès importants contre les Voltigeurs de Châteaubriant, le Vannes OC, l'US Granville, l'AS Vitré et la réserve du SM Caen. La victoire des Versaillais à Saint-Malo lors de la 27e journée officialise la promotion du club en National. Deux semaines plus tard, Versailles devient champion de son groupe grâce à une victoire face au Stade plabennécois.

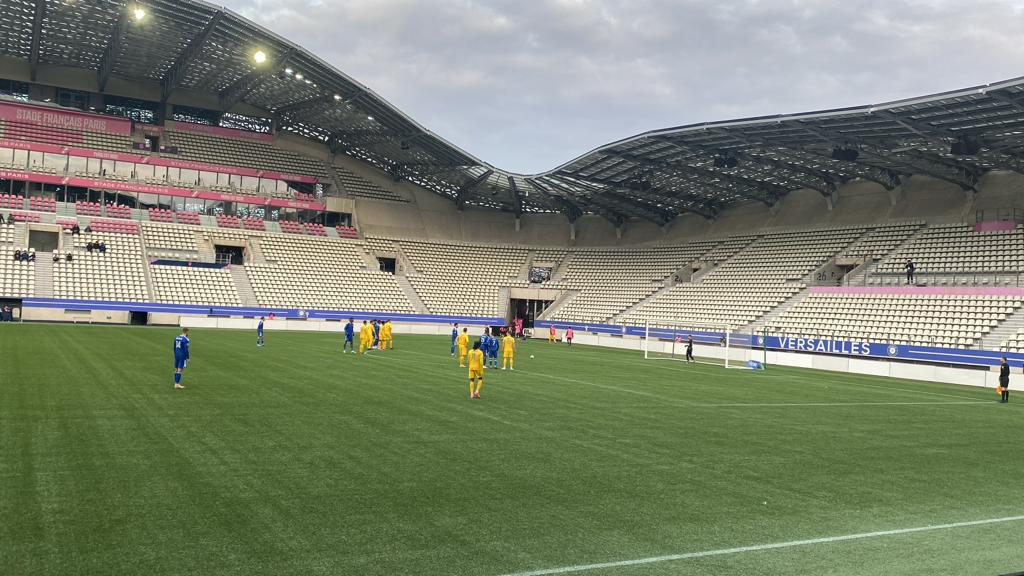
Le FC Versailles contre le SAS Épinal en National en 2023.

À l'intersaison, le FCV renouvelle de nouveau son effectif en recrutant de nombreux joueurs d'expérience ayant joué en divisions supérieures comme Jeremain Lens, Matthieu Dossevi, Fabien Lemoine, Rachid Alioui, Pierre Gibaud ou encore Pierre-Yves Polomat. En novembre 2022, l'entraîneur Youssef Chibhi est licencié pour des raisons extra-sportives alors que le club est 2e du championnat. Il est remplacé par l'ancien international brésilien Cris. Si les débuts sous Cris sont bons, l'équipe enchaîne les contre-performances lors de la deuxième partie de saison avec seulement 5 victoires en 17 matchs. Le FC Versailles termine tout de même à la 5e place pour sa première saison en National. Cris quitte ses fonctions d'entraîneur à l'issue de cette saison 2022-2023.
La saison 2023-2024 reprend en août 2023 sous les ordres de Laurent Peyrelade, qui se fait mettre à pied en novembre à la suite de mauvais résultats. Son entraîneur adjoint, Grégory Vignal, prend la place d'entraîneur principal, mais est démis de ses fonctions en février 2024 pour la même raison. Jean-Luc Vasseur le remplace et parvient à faire maintenir le club à l'issue d'une victoire contre le Red Star au stade Bauer. Durant cette saison, Alexandre Mulliez devient président du FCV puis acquiert les parts des anciens actionnaires, Christophe Petit et Julien Ridon. En mars 2024, le pilote automobile Pierre Gasly annonce devenir copropriétaire du club.
En novembre 2024, Jordan Gonzalez, alors entraîneur des U19 de l'Olympique lyonnais, rejoint le club et succède à Jean-Luc Vasseur après un début de la saison laborieux. Le nouvel entraîneur ne fait pourtant pas mieux avec une élimination au 8e tour de la Coupe de France contre un club de Régional 1 et un maintien obtenu tardivement lors de la 30e journée.

## Image et identité

### Noms et fusions
| Espérance de Versailles (1907-1941)          | Espérance de Versailles (1907-1941)          | Espérance de Versailles (1907-1941)          | Espérance de Versailles (1907-1941)          | Espérance de Versailles (1907-1941)          | Espérance de Versailles (1907-1941)          |  |  | Escouade Versaillaise (1911-1941)            | Escouade Versaillaise (1911-1941)            | Escouade Versaillaise (1911-1941)            | Escouade Versaillaise (1911-1941)            | Escouade Versaillaise (1911-1941)            | Escouade Versaillaise (1911-1941)            |                           |                           | Sporting de Versailles-Porchefontaine (1936-1941) | Sporting de Versailles-Porchefontaine (1936-1941) | Sporting de Versailles-Porchefontaine (1936-1941) | Sporting de Versailles-Porchefontaine (1936-1941) | Sporting de Versailles-Porchefontaine (1936-1941) | Sporting de Versailles-Porchefontaine (1936-1941) |  |  | La Ludovicienne (1917-1941) | La Ludovicienne (1917-1941) | La Ludovicienne (1917-1941) | La Ludovicienne (1917-1941) | La Ludovicienne (1917-1941) | La Ludovicienne (1917-1941) |  |  |  |  |  |  |  |  |  |  |  |  |  |  |  |  |  |  |  |  |
| Espérance de Versailles (1907-1941)          | Espérance de Versailles (1907-1941)          | Espérance de Versailles (1907-1941)          | Espérance de Versailles (1907-1941)          | Espérance de Versailles (1907-1941)          | Espérance de Versailles (1907-1941)          |  |  | Escouade Versaillaise (1911-1941)            | Escouade Versaillaise (1911-1941)            | Escouade Versaillaise (1911-1941)            | Escouade Versaillaise (1911-1941)            | Escouade Versaillaise (1911-1941)            | Escouade Versaillaise (1911-1941)            |                           |                           | Sporting de Versailles-Porchefontaine (1936-1941) | Sporting de Versailles-Porchefontaine (1936-1941) | Sporting de Versailles-Porchefontaine (1936-1941) | Sporting de Versailles-Porchefontaine (1936-1941) | Sporting de Versailles-Porchefontaine (1936-1941) | Sporting de Versailles-Porchefontaine (1936-1941) |  |  | La Ludovicienne (1917-1941) | La Ludovicienne (1917-1941) | La Ludovicienne (1917-1941) | La Ludovicienne (1917-1941) | La Ludovicienne (1917-1941) | La Ludovicienne (1917-1941) |  |  |  |  |  |  |  |  |  |  |  |  |  |  |  |  |  |  |  |  |
|                                              |                                              |                                              |                                              |                                              |                                              |  |  |                                              |                                              |                                              |                                              |                                              |                                              |                           |                           |                                                   |                                                   |                                                   |                                                   |                                                   |                                                   |  |  |                             |                             |                             |                             |                             |                             |  |  |  |  |  |  |  |  |  |  |  |  |  |  |  |  |  |  |  |  |
|                                              |                                              |                                              |                                              |                                              |                                              |  |  | Stade Olympique Versaillais                  | Stade Olympique Versaillais                  | Stade Olympique Versaillais                  | Stade Olympique Versaillais                  | Stade Olympique Versaillais                  | Stade Olympique Versaillais                  |                           |                           | Football Athlétique Club Versaillais              | Football Athlétique Club Versaillais              | Football Athlétique Club Versaillais              | Football Athlétique Club Versaillais              | Football Athlétique Club Versaillais              | Football Athlétique Club Versaillais              |  |  |                             |                             |                             |                             |                             |                             |  |  |  |  |  |  |  |  |  |  |  |  |  |  |  |  |  |  |  |  |
|                                              |                                              |                                              |                                              |                                              |                                              |  |  | Stade Olympique Versaillais                  | Stade Olympique Versaillais                  | Stade Olympique Versaillais                  | Stade Olympique Versaillais                  | Stade Olympique Versaillais                  | Stade Olympique Versaillais                  |                           |                           | Football Athlétique Club Versaillais              | Football Athlétique Club Versaillais              | Football Athlétique Club Versaillais              | Football Athlétique Club Versaillais              | Football Athlétique Club Versaillais              | Football Athlétique Club Versaillais              |  |  |                             |                             |                             |                             |                             |                             |  |  |  |  |  |  |  |  |  |  |  |  |  |  |  |  |  |  |  |  |
|                                              |                                              |                                              |                                              |                                              |                                              |  |  |                                              |                                              |                                              |                                              |                                              |                                              |                           |                           |                                                   |                                                   |                                                   |                                                   |                                                   |                                                   |  |  |                             |                             |                             |                             |                             |                             |  |  |  |  |  |  |  |  |  |  |  |  |  |  |  |  |  |  |  |  |
| Entente Sportive Versaillaise (1941-1960)    | Entente Sportive Versaillaise (1941-1960)    | Entente Sportive Versaillaise (1941-1960)    | Entente Sportive Versaillaise (1941-1960)    | Entente Sportive Versaillaise (1941-1960)    | Entente Sportive Versaillaise (1941-1960)    |  |  |                                              |                                              |                                              |                                              | S.O.V.-F.A.C. (1958-1960)                    | S.O.V.-F.A.C. (1958-1960)                    | S.O.V.-F.A.C. (1958-1960) | S.O.V.-F.A.C. (1958-1960) | S.O.V.-F.A.C. (1958-1960)                         | S.O.V.-F.A.C. (1958-1960)                         |                                                   |                                                   |                                                   |                                                   |  |  |                             |                             |                             |                             |                             |                             |  |  |  |  |  |  |  |  |  |  |  |  |  |  |  |  |  |  |  |  |
| Entente Sportive Versaillaise (1941-1960)    | Entente Sportive Versaillaise (1941-1960)    | Entente Sportive Versaillaise (1941-1960)    | Entente Sportive Versaillaise (1941-1960)    | Entente Sportive Versaillaise (1941-1960)    | Entente Sportive Versaillaise (1941-1960)    |  |  |                                              |                                              |                                              |                                              | S.O.V.-F.A.C. (1958-1960)                    | S.O.V.-F.A.C. (1958-1960)                    | S.O.V.-F.A.C. (1958-1960) | S.O.V.-F.A.C. (1958-1960) | S.O.V.-F.A.C. (1958-1960)                         | S.O.V.-F.A.C. (1958-1960)                         |                                                   |                                                   |                                                   |                                                   |  |  |                             |                             |                             |                             |                             |                             |  |  |  |  |  |  |  |  |  |  |  |  |  |  |  |  |  |  |  |  |
|                                              |                                              |                                              |                                              |                                              |                                              |  |  |                                              |                                              |                                              |                                              |                                              |                                              |                           |                           |                                                   |                                                   |                                                   |                                                   |                                                   |                                                   |  |  |                             |                             |                             |                             |                             |                             |  |  |  |  |  |  |  |  |  |  |  |  |  |  |  |  |  |  |  |  |
| E.S.V.-S.O.-F.A.C. de Versailles (1960-1961) | E.S.V.-S.O.-F.A.C. de Versailles (1960-1961) | E.S.V.-S.O.-F.A.C. de Versailles (1960-1961) | E.S.V.-S.O.-F.A.C. de Versailles (1960-1961) | E.S.V.-S.O.-F.A.C. de Versailles (1960-1961) | E.S.V.-S.O.-F.A.C. de Versailles (1960-1961) |  |  | Compagnons Saint-Louis Chantiers (1958-1972) | Compagnons Saint-Louis Chantiers (1958-1972) | Compagnons Saint-Louis Chantiers (1958-1972) | Compagnons Saint-Louis Chantiers (1958-1972) | Compagnons Saint-Louis Chantiers (1958-1972) | Compagnons Saint-Louis Chantiers (1958-1972) |                           |                           |                                                   |                                                   |                                                   |                                                   |                                                   |                                                   |  |  |                             |                             |                             |                             |                             |                             |  |  |  |  |  |  |  |  |  |  |  |  |  |  |  |  |  |  |  |  |
| E.S.V.-S.O.-F.A.C. de Versailles (1960-1961) | E.S.V.-S.O.-F.A.C. de Versailles (1960-1961) | E.S.V.-S.O.-F.A.C. de Versailles (1960-1961) | E.S.V.-S.O.-F.A.C. de Versailles (1960-1961) | E.S.V.-S.O.-F.A.C. de Versailles (1960-1961) | E.S.V.-S.O.-F.A.C. de Versailles (1960-1961) |  |  | Compagnons Saint-Louis Chantiers (1958-1972) | Compagnons Saint-Louis Chantiers (1958-1972) | Compagnons Saint-Louis Chantiers (1958-1972) | Compagnons Saint-Louis Chantiers (1958-1972) | Compagnons Saint-Louis Chantiers (1958-1972) | Compagnons Saint-Louis Chantiers (1958-1972) |                           |                           |                                                   |                                                   |                                                   |                                                   |                                                   |                                                   |  |  |                             |                             |                             |                             |                             |                             |  |  |  |  |  |  |  |  |  |  |  |  |  |  |  |  |  |  |  |  |
| Racing Club de Versailles (1961-1989)        | Racing Club de Versailles (1961-1989)        | Racing Club de Versailles (1961-1989)        | Racing Club de Versailles (1961-1989)        | Racing Club de Versailles (1961-1989)        | Racing Club de Versailles (1961-1989)        |  |  | Compagnons Sportifs Versaillais (1972-1989)  | Compagnons Sportifs Versaillais (1972-1989)  | Compagnons Sportifs Versaillais (1972-1989)  | Compagnons Sportifs Versaillais (1972-1989)  | Compagnons Sportifs Versaillais (1972-1989)  | Compagnons Sportifs Versaillais (1972-1989)  |                           |                           |                                                   |                                                   |                                                   |                                                   |                                                   |                                                   |  |  |                             |                             |                             |                             |                             |                             |  |  |  |  |  |  |  |  |  |  |  |  |  |  |  |  |  |  |  |  |
| Racing Club de Versailles (1961-1989)        | Racing Club de Versailles (1961-1989)        | Racing Club de Versailles (1961-1989)        | Racing Club de Versailles (1961-1989)        | Racing Club de Versailles (1961-1989)        | Racing Club de Versailles (1961-1989)        |  |  | Compagnons Sportifs Versaillais (1972-1989)  | Compagnons Sportifs Versaillais (1972-1989)  | Compagnons Sportifs Versaillais (1972-1989)  | Compagnons Sportifs Versaillais (1972-1989)  | Compagnons Sportifs Versaillais (1972-1989)  | Compagnons Sportifs Versaillais (1972-1989)  |                           |                           |                                                   |                                                   |                                                   |                                                   |                                                   |                                                   |  |  |                             |                             |                             |                             |                             |                             |  |  |  |  |  |  |  |  |  |  |  |  |  |  |  |  |  |  |  |  |
|                                              |                                              |                                              |                                              |                                              |                                              |  |  |                                              |                                              |                                              |                                              |                                              |                                              |                           |                           |                                                   |                                                   |                                                   |                                                   |                                                   |                                                   |  |  |                             |                             |                             |                             |                             |                             |  |  |  |  |  |  |  |  |  |  |  |  |  |  |  |  |  |  |  |  |
| Football Club Versailles 78 (depuis 1989)    |                                              |                                              |                                              |                                              |                                              |  |  |                                              |                                              |                                              |                                              |                                              |                                              |                           |                           |                                                   |                                                   |                                                   |                                                   |                                                   |                                                   |  |  |                             |                             |                             |                             |                             |                             |  |  |  |  |  |  |  |  |  |  |  |  |  |  |  |  |  |  |  |  |

Le nom du club a subi des changements tout au long de son histoire. Les origines du club ont débuté avec quatre équipes de patronage : l’Espérance de Versailles, l’Escouade Versaillaise, la Ludovicienne et le Sporting de Versailles-Porchefontaine. À la suite de la fusion des quatre clubs en 1941, les dirigeants optent pour le nom d’Entente Sportive Versaillaise (ESV). La section football de l'ES Versailles fusionne dix-neuf ans plus tard avec le SOV-FAC pour former le Racing Club de Versailles (RCV).
Enfin, à l'issue de la saison 1988-1989, la fusion du Racing avec les Compagnons Sportifs Versaillais fait naître le Football Club Versailles 78 (FCV). Le club prend ce nom officiellement le 21 juin 1989. Le FC Versailles récupère l'affiliation de ses prédécesseurs et est aujourd'hui affilié à la Fédération française de football depuis le 1er novembre 1933.

### Couleurs et maillots
Les deux couleurs historiques des différents clubs versaillais sont le bleu et le blanc, couleurs de la ville de Versailles. Il existe tout de même des exceptions, à l'image de l'Espérance de Versailles dont les couleurs sont le rouge et le blanc. De ce fait, l'Espérance arbore une tenue à rayures blanches et rouges, tandis que l'autre club versaillais de l'époque, l'Escouade Versaillaise, porte un maillot à rayures blanches et bleues.
Depuis la création de l'Entente Sportive Versaillaise, le maillot bleu est traditionnellement utilisé comme maillot domicile. Des tuniques uniquement blanches sont aussi arborées, que ce soit à domicile ou à l'extérieur.

### Logos
Devenu le Football Club Versailles 78 en 1989, le club change son blason pour un logo sphérique entouré du nouveau nom du club. Peu de temps après, le club renouvelle son logo, qui fait désormais apparaître un soleil, symbole du roi Louis XIV, avec un ballon et le sigle « FCV78 ». Ce symbole du soleil est repris sur les logos de 2013 et de 2022. La fleur de lys, déjà présente sur le blason du RC Versailles, fait son retour sur les logos depuis 2013.

Logo du RC Versailles
Premier logo du FCV78
Années 1990 - 2013
2013 - 2022
Depuis 2022

## Palmarès et résultats

### Palmarès
Le tableau suivant liste le palmarès et les meilleures performances du FC Versailles dans les différentes compétitions officielles.
| Compétitions nationales | Compétitions régionales |
| --- | --- |
| - Championnat de France de National 2 (D4) - Vainqueur de groupe : 2022 - Championnat de France de Division 4 (D4) - Vainqueur de groupe : 1986 - Championnat de France de National 3 (D5) - Vainqueur de groupe : 2020 Coupes - Coupe de France - Meilleure performance : demi-finale en 2022 - Coupe de France UGSPF - Vainqueur : 1944 | - Division d’Honneur Paris Île-de-France - Champion : 1985 et 2017 - Régional 1 Paris Île-de-France - Champion : 2025 rés. |

### Bilan saison par saison
| Compétition              | Saisons | MJ  | V   | N  | D   | BP  | BC  | D   | Meilleure perf. |
| ------------------------ | ------- | --- | --- | -- | --- | --- | --- | --- | --------------- |
| Championnat de France D3 | 5       | 131 | 43  | 40 | 48  | 159 | 167 | -8  | 5e              |
| Championnat de France D4 | 6       | 151 | 52  | 49 | 50  | 182 | 175 | +7  | 1er             |
| Championnat de France D5 | 8       | 208 | 85  | 54 | 69  | 280 | 259 | +21 | 1er             |
| Championnat de France D6 | 13      | 338 | 138 | 81 | 119 | 498 | 474 | +24 | 1er             |

Mise à jour lors de la J1 de 2025-2026.

### Championnats disputés
Le FC Versailles 78, qui prend la place du RC Versailles en Division 3 en 1989, évolue dans les divisions nationales à la fin des années 1980, mais peine à s’imposer durablement. Dès la saison 1989-1990, l'équipe termine à la 14e place de D3 et descend en Division 4. Malgré une 8e place en 1991, elle ne parvient pas à franchir le cap des meilleures équipes et stagne au même niveau les deux saisons suivantes. En 1993-1994, Versailles réalise une belle performance en National 3, terminant à la 2e place et gagnant sa promotion en National 2. Cependant, cette montée est de courte durée : la saison suivante, le club finit 17e et retourne immédiatement en National 3. Les difficultés persistent et Versailles oscille entre la 6e place en 1995-1996 et la 13e en 1997-1998. Les Versaillais descendent ensuite en Division d'Honneur en 1999.
Dans les années 2000, Versailles se stabilise dans les divisions régionales, notamment en Division d’Honneur (D6). En 2000, le club termine 5e, avant de progresser et de décrocher la 3e place en 2001. Les performances restent irrégulières, avec une 10e place en 2001-2002 suivie d’une nouvelle 5e place en 2002-2003. L’équipe recule à nouveau au classement et termine 12e en 2003-2004, puis 14e en 2004-2005, ce qui entraîne sa relégation en Division Supérieure Régionale (D7). Le FC Versailles 78 y évolue durant deux saisons, puis est à nouveau relégué.
À partir de 2009, Versailles retrouve des couleurs en accédant en DSR, puis en retrouvant la DH. L’équipe montre une progression constante dans les années 2010. En 2010-2011, elle termine 4e en DH, une position qu’elle maintient lors de la saison suivante. Les années suivantes confirment son ambition, avec des classements oscillants entre la 8e et la 2e place. En 2016-2017, Versailles remporte le championnat de DH et accède au championnat de National 3. Dès son retour dans les divisions nationales, le club s’illustre en 2018-2019 avec une 2e place, avant de décrocher la 1re place en 2019-2020 et de monter en National 2.
En National 2, Versailles continue sa montée en puissance. Après une saison compliquée en 2020-2021, le club termine en tête du championnat en 2021-2022 et accède au National. À ce niveau, l’équipe se maintient honorablement, décrochant une 5e place en 2022-2023, puis une 9e place en 2023-2024. En parallèle, le FCV réalise des parcours marquants en Coupe de France, atteignant les 32es de finale à plusieurs reprises et une demi-finale historique en 2022.

### Coupes

#### Coupe de France
Sous ses différentes appellations, le club a atteint les phases finales de la Coupe de France à neuf reprises. Sous le nom d’ES Versailles, il parvient dès sa première année d’existence, en 1941-1942, aux 16es de finale, puis atteint les 32es en 1944-1945 avant de rééditer une qualification en 16es de finale lors de la saison 1947-1948. Après la fondation du RC Versailles en 1960, il faut attendre les saisons 1986-1987 et 1988-1989 pour voir le club accéder aux 32es de finale à deux reprises. Plus récemment, le FC Versailles a disputé trois fois les 32es de finale, en 2010, 2012 et 2020, avant de réaliser une performance notable en atteignant les demi-finales de la compétition en 2022.
| Entraîneur :       |
| Christophe Galtier |

| Entraîneur :   |
| Youssef Chibhi |

| Entraîneur :       |
| Christophe Galtier |

| Entraîneur :   |
| Youssef Chibhi |

#### Coupe de France des patronages
L’ES Versailles, en tant que club affilié à la Fédération gymnastique et sportive des patronages de France (FGSPF), obtient l’autorisation de participer à la Coupe de France des patronages. Au début des années 1940, profitant du nombre réduit de matchs en championnat en raison de la Seconde Guerre mondiale, le club décide de s’engager dans cette compétition nationale. Lors de la saison 1943-1944, l’ES Versailles remporte cette coupe sous la direction de l'entraîneur Maurice Dupuis, bien que le club n’évolue qu’en première division de la Ligue de Paris.
| Entraîneur : |
| Dupuis       |

| Entraîneur : |
| Cottin       |

| Entraîneur : |
| Dupuis       |

| Entraîneur : |
| Cottin       |

## Personnalités du club

### Entraîneurs
| Rang | Nom                                        | Période               |
| ---- | ------------------------------------------ | --------------------- |
| 1    | Daniel Servais                             | 1992 - 1995           |
| 2    | Olivier Meurillon                          | 1996 - mai 1999       |
| 3    | Gilles Dies Jean-Pierre Stallone (intérim) | mai 1999              |
| 4    | Thierry Bocquet                            | 1999 - 2005           |
| 5    | Lounès Hattab                              | 2005 - 2007           |
| 6    | Hakli Dahmane                              | 2007 - mars 2012      |
| 7    | Lounès Hattab (intérim)                    | avr. 2012             |
| 8    | Franck Bentolila                           | avr. 2012 - juin 2013 |
| 9    | David Giguet                               | juin 2013 - juin 2014 |

| Rang | Nom                       | Période                |
| ---- | ------------------------- | ---------------------- |
| 10   | Youssef Chibhi            | juin 2014 - nov. 2022  |
| 11   | Vincent Ehouman (intérim) | nov. 2022              |
| 12   | Cris                      | nov. 2022 - mai 2023   |
| 13   | Laurent Peyrelade         | juil. 2023 - nov. 2023 |
| 14   | Grégory Vignal            | nov. 2023 - févr. 2024 |
| 15   | Jean-Luc Vasseur          | févr. 2024 - oct. 2024 |
| 16   | Jérémy Clément (intérim)  | oct. 2024 - nov. 2024  |
| 17   | Jordan Gonzalez           | depuis nov. 2024       |

Le premier entraîneur de l’histoire du FC Versailles 78, fondé en 1989, est Jean-Louis Tharaud, ancien gardien de but du RC Versailles dans les années 1980. En 1992, Daniel Servais prend la tête de l’équipe première. Il fait monter le club en National 2 avant de quitter son poste en 1995. Olivier Meurillon succède à Servais en 1996. Il reste en poste pendant près de trois saisons, mais les résultats se dégradent lors de sa dernière année. En mai 1999, après une lourde défaite contre Argentan (0-4), Meurillon quitte son poste, mettant en avant des tensions internes et des difficultés à maintenir une dynamique positive au sein de l’équipe.
L’été 1999 marque l’arrivée de Thierry Bocquet, qui reste à la tête du FC Versailles jusqu’en 2005. Durant son mandat, il tente de reconstruire le club et de jouer les premiers rôles au niveau régional. Cependant, les problèmes financiers récurrents freinent les ambitions du club. Malgré les efforts de Bocquet, Versailles subit une descente en Division Supérieure Régionale (DSR), marquant la fin de son mandat. En 2005, Lounès Hattab prend les commandes de l’équipe première. Il hérite d’un effectif affaibli et d’un budget presque inexistant pour le recrutement. Malgré ces contraintes, il parvient à maintenir une certaine stabilité. Cependant, l’accumulation des blessures et une spirale de mauvais résultats entraînent une nouvelle relégation en 2007. Ces difficultés le poussent à présenter sa démission à la fin de la saison.
Le club se tourne alors vers Hakli Dahmane en 2007. Sous sa direction, le FC Versailles remonte rapidement de la Division d’Honneur Régionale (DHR) à la Division d’Honneur (DH). Son mandat prend fin en mars 2012, lorsqu’il est démis de ses fonctions à la suite d’une altercation avec certains joueurs. Franck Bentolila le remplace d’avril 2012 à juin 2013. Il cède sa place à David Giguet à l’été 2013, qui reste une seule saison.
En juin 2014, Youssef Chibhi devient entraîneur de l’équipe première. Son passage est le plus long de l’histoire du FC Versailles 78. Pendant huit ans, il contribue à stabiliser le club et à construire une équipe compétitive qui monte successivement les échelons, passant de la DH au championnat de National en cinq ans. Néanmoins, son mandat s’achève en novembre 2022 après une mise à pied à la suite d’une affaire judiciaire.

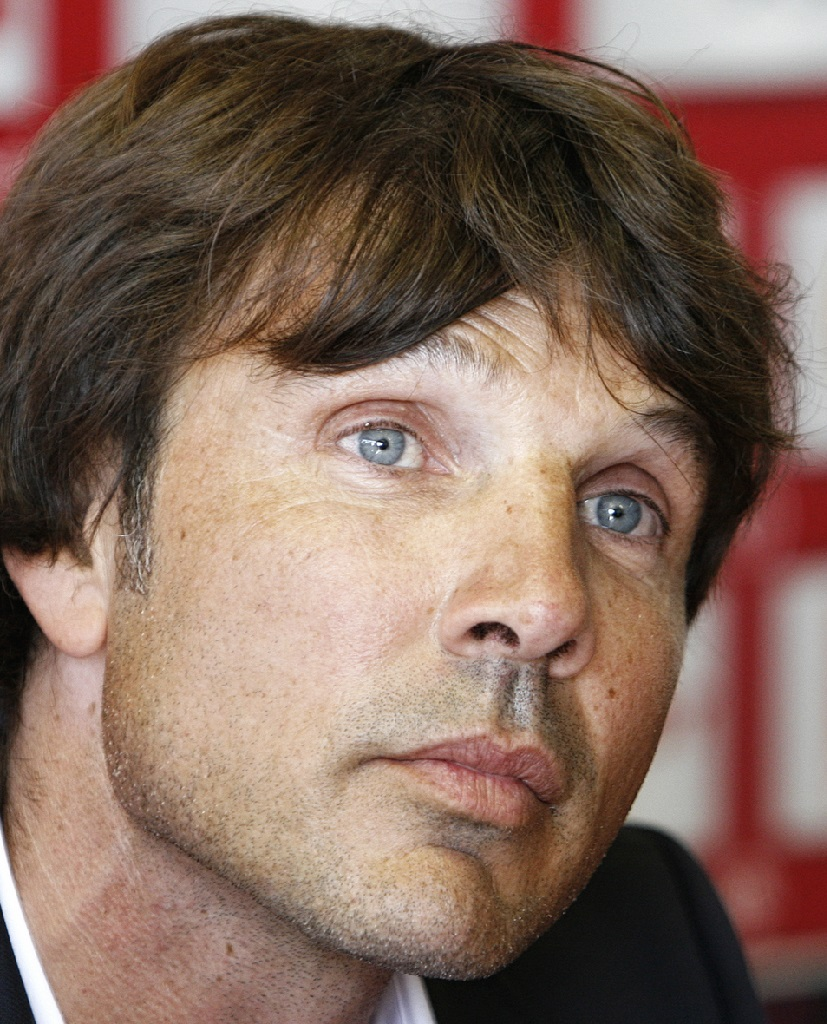
Jean-Luc Vasseur maintient le club en National en 2024.

Cris, ancien défenseur emblématique de l’Olympique lyonnais, est nommé entraîneur en novembre 2022. Malgré un recrutement ambitieux et un effectif renforcé avec des joueurs d’expérience, il échoue à faire monter le club en Ligue 2. Deuxième à son arrivée, le FC Versailles termine cinquième du championnat de National. Cris quitte le club en mai 2023. À l’été 2023, Laurent Peyrelade est choisi pour diriger l’équipe. Son mandat, cependant, est de courte durée. En raison de mauvais résultats en championnat et d’une élimination dès le 6e tour de la Coupe de France, il est limogé en novembre 2023. Grégory Vignal le remplace immédiatement, mais il connaît un sort similaire. Après une seule victoire en championnat en 2024, il est écarté en février de la même année, alors que le club lutte pour le maintien en National.
En février 2024, Jean-Luc Vasseur prend la tête du club. Ancien entraîneur de Reims et ex-joueur professionnel, il arrive avec l’objectif de maintenir le club, ce qu'il parvient à faire. Cependant, le début de la saison 2024-2025 est laborieux, et Versailles ne parvient pas à sortir de la deuxième moitié du classement. Vasseur est démis de ses fonctions en octobre 2024. À la suite de cet épisode, Jordan Gonzalez est nommé entraîneur en novembre 2024. Âgé de 34 ans, il arrive en provenance des U19 de l’Olympique lyonnais. Sa mission est de relancer les ambitions du FC Versailles et de stabiliser un club marqué par une forte instabilité sur son banc ces dernières années.

### Présidents
| Rang | Nom                      |
| ---- | ------------------------ |
| 1    | Édouard Petit            |
| 2    | M. Pichereau             |
| 3    | Colonel Poggi            |
| 4    | Jacques Agnely           |
| 5    | Philippe-Georges Capelle |
| 6    | Jean-Claude Séguier      |

| Rang | Nom                           | Période               |
| ---- | ----------------------------- | --------------------- |
| 1    | Ange Schifano                 | jusqu'en 1992         |
| 2    | Gérard Ancel                  | 1992 - janv. 2004     |
| 3    | Alain Duigou                  | janv. 2004 - mai 2004 |
| 4    | Daniel Voisin                 | mai 2004 - nov. 2021  |
| 5    | Christophe Petit Julien Ridon | nov. 2021 - juin 2023 |
| 6    | Alexandre Mulliez             | depuis juin 2023      |

## Structures du club

### Structures sportives

#### Stades
Dans les années 1930, de nombreuses critiques fusent quant à la non-présence de stade municipal dans une ville comme Versailles. L'Escouade Versaillaise et l'Espérance de Versailles, principaux clubs versaillais de l'époque, sont ainsi obligées de trouver des terrains dans des communes voisines. Les deux clubs versaillais disposent alors de deux stades privés, celui du stade Michaux au Chesnay et celui de Glatigny. En 1941, le problème se poursuit lors de la création de l'ES Versailles qui hérite du stade Michaux, une enceinte sportive surutilisée n'ayant aucune tribune et ayant des dimensions de terrain tout juste réglementaires. En avril 1941, le conseil municipal de Versailles essaye de régler ce problème en décidant de construire un complexe sportif sur le plateau Montbauron. Malgré l'inauguration du parc de sports de Montbauron le 21 novembre 1943, l'ES Versailles joue toujours ses rencontres dans son stade du Chesnay.
Par la suite, la nouvelle municipalité décide de construire un grand stade Montbauron de 20 000 places (16 000 en tribunes) pour que le RC Versailles, fondé en 1960, puisse devenir un grand club avec des infrastructures modernes,. Le temps de la construction du stade, le club joue ses matchs à domicile au stade Michaux. Le stade Montbauron, inauguré le 1er mai 1961, est depuis son ouverture utilisé par le club. Depuis 2003, sa capacité est de 7 545 places à cause de la destruction de la partie supérieure de la tribune latérale Bleue.

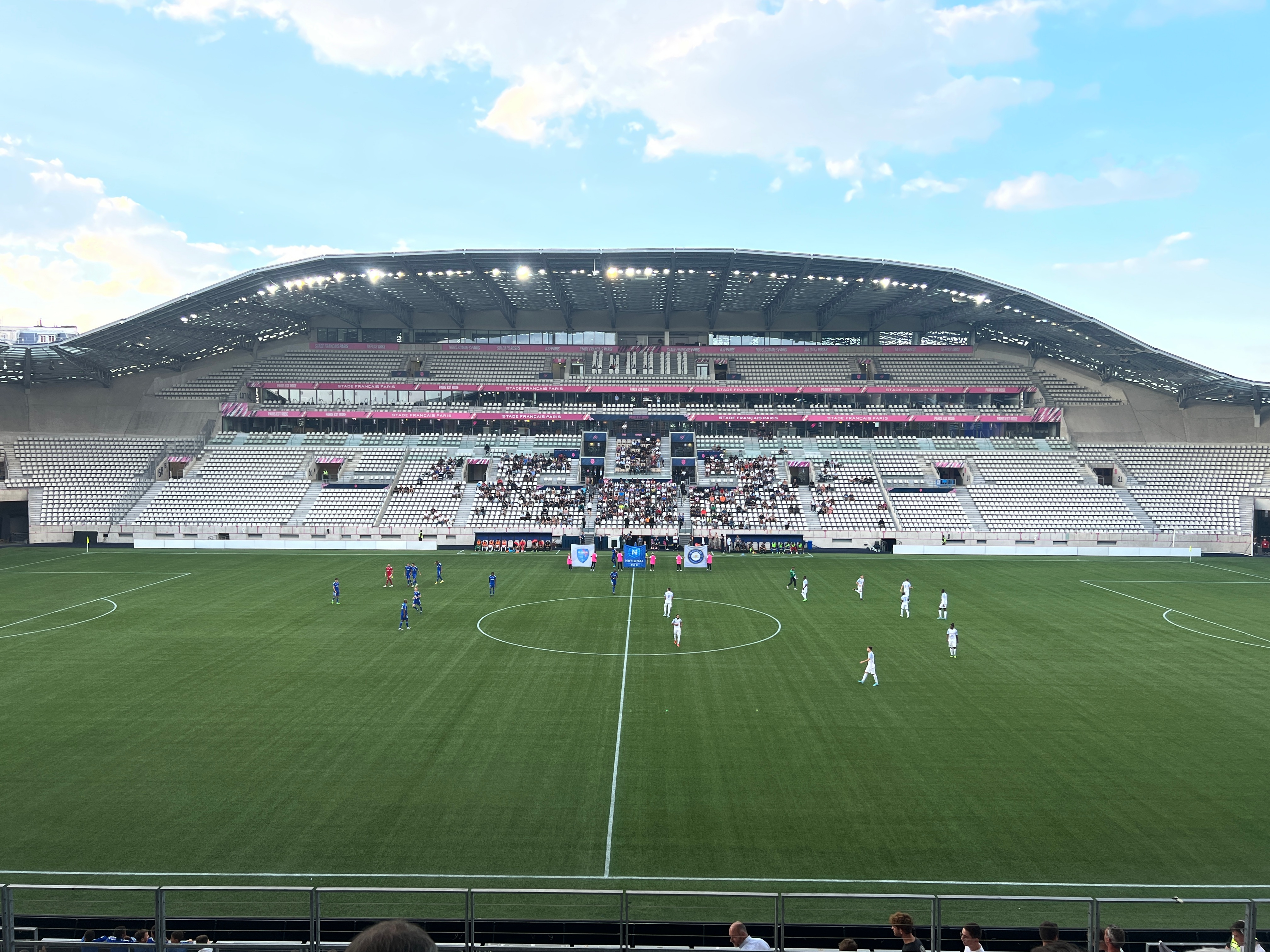
Un match du FCV au stade Jean-Bouin en 2022.

Ce stade Montbauron vieillissant commence à poser des problèmes des décennies après son inauguration. Les ligues de football commencent en effet à imposer aux clubs de devoir jouer en nocturne dans leur stade. Or, le stade Montbauron se situe dans un périmètre de protection, qui préserve une zone de 5 km de rayon autour du château de Versailles, ce qui ne permet pas d'installer des pylônes d'éclairage.
Jusqu'en 2022, le FC Versailles obtient des dérogations pour pouvoir jouer au stade Montbauron la journée. À l'issue d'une saison 2021-2022 ponctuée par une montée en National, le club doit quitter son antre historique puisque tous les stades de National ont pour obligation d'avoir un éclairage. Versailles est ainsi contraint de disputer la quasi-totalité de ses matchs au stade Jean-Bouin à Paris de 2022 à 2024. Le FCV décide ensuite de quitter le stade Jean-Bouin en raison de conflits de calendrier récurrents avec le pensionnaire principal du stade, le Stade français Paris rugby, et de l'arrivée prochaine d'un autre locataire, le Paris FC. Les Versailles se réfugient alors au stade Walter-Luzi de Chambly pour la deuxième partie de la saison 2024-2025. En 2025-2026, le club s'installe au stade Georges-Lefèvre du camp des Loges, à Saint-Germain-en-Laye.

#### Centres d'entraînement
Les entraînements des équipes du club versaillais se font habituellement au complexe sportif de Porchefontaine, une installation sportive de 40 000 m2 avec plusieurs terrains de football située dans le quartier de Porchefontaine, au sud-est de Versailles.
Dans l'optique de poursuivre la professionnalisation du club, les joueurs de l'équipe première s'installent à compter de la saison 2023-2024 sur l'île de la Loge à Bougival, dans les Yvelines, dans un centre d'entraînement qui leur est réservé.

#### Formation

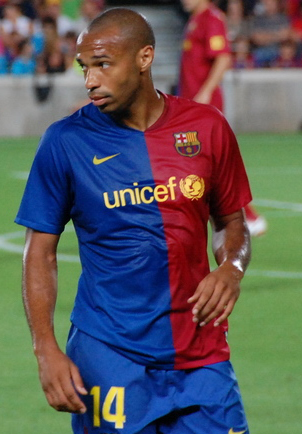
Thierry Henry, joueur du FCV entre 1992 et 1993.

Grande école de football, le FC Versailles possède actuellement près de 1 200 licenciés, ce qui en fait le douzième plus gros club de France et le deuxième des Yvelines derrière le Houilles AC. À l'image de Thierry Henry, Jérôme Rothen ou encore Hatem Ben Arfa, de nombreux joueurs devenus professionnels sont passés par le club.
L'association, qui compte 40 équipes de toutes catégories, se fait remettre le Label Jeunes Excellence par le District des Yvelines en 2017, puis le Label Jeunes Élite en 2020. En 2017, le FC Versailles et l'AS Monaco signent un partenariat, ce qui permet au club versaillais d'envoyer des joueurs faire des essais dans les structures professionnelles monégasques.

### Aspects juridiques et économiques

#### Statut juridique et légal
Le Football Club Versailles 78 est créé en 1989 en tant que club sportif, régi par la loi sur les associations établie en 1901. Pour accompagner son équipe première, l’association décide de créer une Société par actions simplifiée (SAS) en 2021 avec comme principal actionnaire et investisseur le groupe Fiducim-City, promoteur immobilier et constructeur. Christophe Petit et Julien Ridon, les PDG du groupe, prennent la présidence du club à la fin de l'année 2021. En juin 2023, Alexandre Mulliez devient le nouvel actionnaire majoritaire du club (51% des parts) en compagnie de son associé Fabien Lazare. Ils rachètent les parts (49%) de Christophe Petit et Julien Ridon en décembre. Pierre Gasly devient copropriétaire du FC Versailles en mars 2024.
Le club est affilié à la Fédération française de football depuis 1933, à la Ligue de Paris Île-de-France de football et au district des Yvelines.

#### Éléments comptables
Chaque saison, le FC Versailles 78 publie son budget prévisionnel de fonctionnement après validation auprès de la DNCG, l'instance qui contrôle l'état des finances des clubs français de football. Le budget prévisionnel d'un club s'établit en amont de l'exercice à venir et correspond à une estimation de l'ensemble des recettes et des dépenses prévues par l'entité.
Le tableau ci-dessous résume les différents budgets prévisionnels du club versaillais saison après saison.
| Saison | 2021-2022 | 2022-2023 | 2023-2024 | 2024-2025 | 2025-2026 | 2026-2027 |
| Budget | 2,8 M€    | 6,5 M€    | 7 M€      | 7 M€      |           |           |

## Culture populaire

### Supporters

#### Kop du Roy

Kop du Roy au stade Jean-Bouin.

Le « Kop du Roy » fait référence à la royauté de la ville de Versailles et à son emblématique Château de Versailles, résidence des rois de France.
Né en septembre 2022 à la suite de l'engouement de la montée en National du club des Yvelines et du parcours remarquable du club en Coupe de France, les ultras n'hésitent pas à se déplacer en nombre malgré le fait que le FCV ne dispute plus ses rencontres de championnat au sein de son stade Montbauron,.

#### Versailles Fans
Un an après la fondation du premier groupe d'ultras du club, le « Versailles Fans » voit rapidement le jour en cohabitant avec le Kop du Roy.

### Stratégie médiatique
Désireux de faire évoluer sa marque au travers des réseaux sociaux et de la télévision pour toucher un plus large public, le FC Versailles 78 entreprend un partenariat avec le média Konbini depuis mars 2024 qui devient le sponsor principal du club,. Ce partenariat vise à créer une synergie entre sport, divertissement et culture populaire, en ciblant particulièrement la génération Z. Des initiatives telles que des billets gratuits pour les moins de 25 ans, des contenus immersifs dans les coulisses du club et des jeux-concours sont mises en place pour renforcer l’engagement des jeunes supporters.
En 2025, Canal+ annonce la préparation d'une série autour du club de Versailles depuis son rachat, qui offre une immersion au cœur du club de National avec un total de six épisodes de 40 minutes chacun, prévue pour une diffusion sur la chaîne française,,.